# Bestgore.com
bestgore.com (pubblicizzato come BestGore.com e abbreviato BG)  è stato un sito canadese di tipo shock site attivo dal 2008 al 2020 e di proprietà di Mark Marek, il quale forniva notizie, foto e video di vita reale altamente violenti, con commenti dei realizzatori e commenti degli utenti. Il sito ha attirato l'attenzione dei media nel 2012, in seguito alla pubblicazione di un video che mostrava l'omicidio di Jun Lin.
Di conseguenza, Mark Marek venne arrestato e accusato di corruzione della morale pubblica ai sensi della legge canadese sull'oscenità.

## Storia
Il sito è stato lanciato il 30 aprile 2008 dallo slovacco - canadese Mark Marek, e ospitava immagini fotografiche e video espliciti e reali di eventi quali omicidi, suicidi, torture, interventi chirurgici a cielo aperto, mutilazioni, incidenti stradali, documenti governativi distribuiti tramite leak, assassinii dal vivo, file della CIA e dell'FBI.
In un'intervista datata 2017 con GQ Australia, Mark Marek ha insistito sul fatto che gestire BestGore.com gli costasse più di quanto generava in termini di fatturato e ha affermato: "Nessuna azienda con un budget ragionevole vorrebbe farsi pubblicità su un sito web che espone la brutalità della polizia, gli abusi del governo sui cittadini, il profitto di guerra e simili attività contrarie alla civiltà. Quindi tutto ciò che mi rimane è la pornografia. Peggio ancora, la pornografia è meno profittevole oggi rispetto a cinque anni fa".
Dal 15 novembre 2020 il sito web è considerato non più attivo poiché Marek, il suo fondatore e amministratore, ha deciso di concentrare la sua attenzione su altri interessi. Il 17 novembre 2020, quando gli fu chiesto nella sezione commenti del sito lbry.tv se BestGore.com fosse già disattivato e se lo sarebbe stato a tempo indeterminato, Mark Marek ha risposto: "Molto probabilmente in maniera permanente".

## Controversie e problemi legali

### Assassinio di Jun Lin
Nel giugno 2012, il sito web è stato attaccato per l'inclusione di un video violento intitolato 1 Lunatic, 1 Ice Pick.
La polizia ha dichiarato che Marek aveva inizialmente rifiutato le richieste di rimozione del video dal sito, mentre Marek ha affermato, "L'ho rimosso di mia sponte, alle mie condizioni, senza che me lo chiedessero. Se la polizia avesse fatto una richiesta di rimuoverlo del genere, come si sostiene, avrei semplicemente detto loro che il video era stato rimosso già da giorni."  Gil Zvulony, un avvocato di Toronto specializzato in diritto di Internet, ha affermato che le prove supportavano l'accusa di oscenità contro BestGore.com, affermando, "Non può esserci un vero crimine dove non c'è conoscenza, ma una volta che ne sono venuti a conoscenza e hanno permesso che rimanesse lì." 
Marek ha affermato di aver ricevuto testimonianze positive dai lettori e che la visualizzazione dei contenuti del sito web ha talvolta convinto le persone a evitare di correre rischi inutili nella loro vita quotidiana, tra cui rispettare i limiti per eccesso di velocità, non sfrecciare nel traffico in motocicletta, non fare stupidaggini con i muletti. Marek ha quindi paragonato il contenuto del suo sito web alle immagini scioccanti utilizzate dal governo canadese sulle confezioni di sigarette per scoraggiare il fumo.

### Accusa di corruzione della morale
Nel giugno 2012, è stato segnalato che il Service de police de la Ville de Montréal stava indagando su Bestgore.com  per accuse di oscenità a causa della pubblicazione di 1 Lunatic, 1 Ice Pick .
Il Toronto Sun ha dichiarato che erano in corso accuse contro Marek, cosa che lui ha negato.
Il 16 luglio 2013, la polizia di Edmonton ha incriminato Marek per "corruzione della morale" in relazione alla pubblicazione del video.  Questa infrequente accusa si basa sull'articolo 163 del Codice penale canadese e prevede una pena massima di due anni di reclusione.
Un investigatore della polizia ha descritto il sito come "un sito web razzista, che incita all'odio, alla violenza, una violenza che va oltre ogni cosa normale".
Marek è stato rilasciato su cauzione, ma è stato nuovamente arrestato il 26 luglio per aver presumibilmente violato le condizioni pattuite del suo rilascio. Nel gennaio 2016, si è dichiarato colpevole e gli è stata data una condanna condizionale a tre mesi di arresti domiciliari seguiti da tre mesi di servizi alla comunità.
In un'intervista del novembre 2013 con Adrianne Jeffries di The Verge, Marek ha affermato che la sezione 163(1) proibisce la distribuzione di fumetti polizieschi e ha osservato che la legge veniva applicata in modo selettivo e poteva essere utilizzata in modo indiscriminato. Marek ha anche difeso il valore di guardare effettivamente il materiale cruento.